# クリスタル・ワイルダー
クリスタル・ワイルダー（Crystal Wilder、1967年9月13日 - ）はサウスダコタ州ブルッキングズ出身のアメリカ合衆国の元ポルノ女優。

## 来歴
ワイルダーは両親の厳格な躾に耐えられず、次第に実家とは疎遠になっていった。スーフォールズのストリップクラブ、スカーレット・オハラズ (Scarlet O'Hara's) でダンサーとして働き始め、ストリッパーとして全国を巡業するようになった。その後テリー・トーマス (Terry Thomas) と結婚し、ポルノ映画に出演するためロサンゼルスに移った。
ポルノ映画デビューは1992年の『Masquerade 1』で、夫のトーマスも出演した。その後もトーマスとは数多くの作品で共演している。実働期間は約5年間と短かったが、約200本の作品に出演した。代表作と呼べるのは、複数の賞を受賞した 『ニュー・ウェイブ・フッカーズ3/高級娼館の聖女（おんな） (New Wave Hookers 3)』と自身の名を冠した『Wilder at Heart』である。ワイルダーによれば両親は彼女のポルノ出演を知らない。また受け入れるとは思えないので、言うつもりも無いという。

## 受賞
- 1993年 XRCO Best Couples Scene - 『ニュー・ウェイブ・フッカーズ3/高級娼館の聖女（おんな） (New Wave Hookers 3)』（ロッコ・シフレディと共に）[5]
- 1994年 AVN Best Group Sex Scene (Film) - 『ニュー・ウェイブ・フッカーズ3/高級娼館の聖女（おんな）』（ロッコ・シフレディ、ティファニー・ミリオン、ジョン・ドー、レイシー・ローズ、フランチェスカ・レイと共に）[6]
- 1994年 AVN Best Group Sex Scene (Video) - 『A Blaze Of Glory』（スティーヴン・セント・クロワ、ロクサンヌ・ブレイズ と共に）[6]

## 出演作の一部
- 1992年：『わいせつ捜査線 (Pussy To Die For)』
- 1992年：『セックスバンパイア (Muffy The Vampire Layer)』
- 1993年：『倒錯!女囚プリズンX/鉄格子の淫獣 (Caged Fury)』
- 1993年：『ホール・イン・ラブ/陶酔のハードライブ (10000 Anal Maniacs)』
- 1993年：『ジューシー・エンゼル (One Of Our Porn Stars is Missing)』
- 1993年：『人妻玩具 (Seduced)』
- 1994年：『パルプ・フリクション (Pulp Friction)』
- 1994年：『快楽園 (Stripper Nurses)』
- 1995年：『スチュワーデス・ストーリー/処女飛行 (Topless Stewardesses)』